# Vesa Kallio
Vesa Kallio (Valkeakoski, 6 settembre 1980) è un pilota motociclistico finlandese ritiratosi dall'attività agonistica.

## Carriera
Nel 2001 è quindicesimo nel campionato europeo classe 250. Fratello del più noto Mika Kallio, ha esordito nel motomondiale nel 2003, correndo tre gare come wildcard a bordo di una Yamaha del team Raistila Racing, nella classe 250. Sempre nel 2003 è vice-campione Europeo della classe 250. Passato all'Aprilia del team Hungary l'anno successivo, nella classe 125, ha raccolto il suo primo punto in classifica, concludendo al 33º posto generale.
Al di là delle sue partecipazione al motomondiale, ha partecipato ad alcune edizioni del campionato mondiale Supersport, guidando motociclette Yamaha, Honda e Suzuki, senza raggiungere risultati di particolare rilievo.
Contestualmente all'attività di pilota professionista, nel 2003 fonda insieme al fratello Mika ed al padre Hannu il team Kallio Racing. Nel 2005, in sella ad una Yamaha, giunge secondo nella gara di Assen del campionato europeo Supersport. Terminata la propria carriera rimane nel mondo delle corse diventando manager a tempo pieno per la squadra di famiglia.

## Risultati in gara

### Motomondiale
| 2003 | Classe | Moto   |  |  |  |  |  |  |  |  |    |    |    |  |  |  |  |  | Punti | Pos. |
| ---- | ------ | ------ |  |  |  |  |  |  |  |  | -- | -- | -- |  |  |  |  |  | ----- | ---- |
| 2003 | 250    | Yamaha |  |  |  |  |  |  |  |  | 19 | 18 | 18 |  |  |  |  |  | 0     |      |

| 2004 | Classe | Moto    |    |    |    |     |    |    |    |    |     |    |    |    |     |     |    |    | Punti | Pos. |
| ---- | ------ | ------- | -- | -- | -- | --- | -- | -- | -- | -- | --- | -- | -- | -- | --- | --- | -- | -- | ----- | ---- |
| 2004 | 125    | Aprilia | 24 | 18 | 26 | Rit | 27 | 23 | 21 | 22 | Rit | 23 | 18 | 15 | Rit | Rit | 23 | 23 | 1     | 33º  |

| Legenda | 1º posto        | 2º posto            | 3º posto            | A punti      | Senza punti        | Grassetto – Pole position Corsivo – Giro più veloce |
| Legenda | Gara non valida | Non qual./Non part. | Ritirato/Non class. | Squalificato | '-' Dato non disp. | Grassetto – Pole position Corsivo – Giro più veloce |

### Campionato mondiale Supersport
| 2005 | Moto   |  |  |  |  |  |  |  |  |    |  |  |  |  | Punti | Pos. |
| ---- | ------ |  |  |  |  |  |  |  |  | -- |  |  |  |  | ----- | ---- |
| 2005 | Yamaha |  |  |  |  |  |  |  |  | 15 |  |  |  |  | 1     | 42º  |

| 2006 | Moto   |  |  |  |    |  |  |     |  |    |    |    |    |  | Punti | Pos. |
| ---- | ------ |  |  |  | -- |  |  | --- |  | -- | -- | -- | -- |  | ----- | ---- |
| 2006 | Yamaha |  |  |  | 14 |  |  | Rit |  | 14 | 17 | 22 | 15 |  | 5     | 33º  |

| 2007 | Moto   |    |     |     |   |   |    |     |     |    |     |    |    |    | Punti | Pos. |
| ---- | ------ | -- | --- | --- | - | - | -- | --- | --- | -- | --- | -- | -- | -- | ----- | ---- |
| 2007 | Suzuki | 10 | Rit | Rit | 9 | 8 | 13 | Rit | Rit | 11 | Rit | 24 | 12 | 21 | 33    | 23º  |

| 2008 | Moto  |    |    |    |    |    |    |     |   |    |     |  |  |  | Punti | Pos. |
| ---- | ----- | -- | -- | -- | -- | -- | -- | --- | - | -- | --- |  |  |  | ----- | ---- |
| 2008 | Honda | 14 | 15 | 14 | 18 | 14 | 10 | Rit | 9 | 13 | Rit |  |  |  | 23    | 20º  |

| Legenda | 1º posto        | 2º posto            | 3º posto           | A punti      | Senza punti        | Grassetto – Pole position Corsivo – Giro più veloce |
| Legenda | Gara non valida | Non qual./Non part. | Ritirato/Non class | Squalificato | '-' Dato non disp. | Grassetto – Pole position Corsivo – Giro più veloce |